# Pomeranščina
Pomeranščina (pomeransko Pommeranisch) je narečje vzhodne nizke nemščine, ki se je nekdaj govorila v nemški Vzhodni Pomorjanski, današnjem poljskem Zahodnopomorjanskem vojvodstvu, danes pa se s primesmi portugalščine govori v Braziliji. Pomeranski jezik se govori v zveznih državah Espirito Santo, Minas Gerais, Santa Catarina in Rio Grande do Sul. Leta 2006 je dobil svoj slovar in je v nekaterih občinah dobil status drugega uradnega jezika. Govorilo naj bi ga okoli 300.000 ljudi.